# Vlasina Okruglica
Vlasina Okruglica (cirill betűkkel Власина Округлица) egy falu Szerbiában, a Pcsinyai körzetben, Surdulica községben.

## Népesség
- 1948-ban 1 686 lakosa volt.
- 1953-ban 1 852 lakosa volt.
- 1961-ben 1 576 lakosa volt.
- 1971-ben 1 180 lakosa volt.
- 1981-ben 666 lakosa volt.
- 1991-ben 281 lakosa volt
- 2002-ben 163 lakosa volt,[1] akik közül 156 szerb (95,7%), 2 jugoszláv, 1 bolgár, 1 cseh és 3 ismeretlen.[2]